# Peralta (Spanien)
Peralta ist eine spanische Gemeinde in der Comunidad Foral de Navarra. Sie hat 6.003 Einwohner (Stand: 2024) und liegt 60 km von Pamplona entfernt.